# Преображенка (Криничанский район)
Преображе́нка (укр. Преображенка) — село,
Преображенский сельский совет,
Криничанский район,
Днепропетровская область,
Украина.
Код КОАТУУ — 1222085501. Население по переписи 2001 года составляло 548 человек.
Является административным центром Преображенского сельского совета, в который, кроме того, входят сёла
Ветровка,
Лозоватка,
Лозуватское,
Михайловка,
Настополь,
Червоная Балка,
Червоное и
Черкасское.

## Географическое положение
Село Преображенка находится в 3 км от левого берега реки Базавлук.
По селу протекает пересыхающий ручей с запрудами, выше по течению которого примыкает село Лозоватка.
Рядом проходит автомобильная дорога Н-11.

## История
- Село Преображенка основано в 1924 году переселенцами из села Мишурин Рог Верхнеднепровского района.

## Экономика
- Фермерские хозяйства «КПГ», «Рома», «Эмма», «Клён», «Джерело» и «Викинг».

## Объекты социальной сферы
- Школа.
- Детский сад.
- Дом культуры.
- Медпункт.

## Достопримечательности
- Братская могила советских воинов.